# جبر دمورگان
در ریاضیات، جبر دمورگان (به نام آگوستوس دمورگان، ریاضیدان و منطق دان بریتانیایی) ساختاری است که شامل عناصر مقابل است ((true)A، ∨، ∧، 0(false)، ۱، ¬) = A به گونه ای که:
- (A، ∨، ∧، ۰، ۱) یک ساختار منطقی محدود است و
- ¬ یک دگرگونی (نقیض) در دمورگان است: ¬(x ∧ y) = ¬ x ∨ ¬ y و ¬¬ x = x. (یعنی چرخشی حاصل آن نیز در قوانین دمورگان صدق می‌کند)
- ¬ x ∨ x = ۱ (قانون وسط حذف شده) که نشان می‌دهد از بین یک گزاره و نقیض آن حتماً یکی درست است بنابراین فصل آنها یک گزاره همیشه درست یا توتولوژی است.
- ¬ x ∧ x     = ۰ (قانون عدم تناقض) که نشان می‌دهد از بین یک گزاره و نقیض آن حتماً یکی غلط است بنابراین عطف آنها یک گزاره همیشه غلط یا تناقض خواهد بود.

روی جبر دمورگان نمی‌مانیم. در این جبر هر قانون دیگری را نتیجه می‌دهد و اثبات می‌کند و هر جبری که این قوانین در آن صادق باشد را یک جبر بولی می‌نامیم و به جبرهای جدید می‌رسیم.
تذکر: این قوانین شامل
¬(x ∨ y) = ¬x ∧ ¬y
¬۱ = ۰
¬۰ = ۱
می‌شوند. به عنوان مثال با قوانین بالا داریم: ¬۱ = ¬۱ ∨ ۰ = ¬۱ ∨ ¬¬۰ = ¬(۱ ∧ ¬۰) = ¬¬۰ = ۰ بنابراین ¬ یک اتومورفیسم دوگانه از (A , ∨، ∧، ۰، ۱) است.
اگر ساختاری (lattice) به صورت ترتیبی تعریف شود، یعنی (A, ≤) یک ترتیب جزئی محدود باشد که برای هر جفت عنصر، حد بالایی کمینه (least upper bound) یا همان سوپریموم و حد پایینی بیشینه یا همان اینفیموم (greatest lower bound) وجود داشته باشد، و عملیات‌های «ملاقات» (meet) که برای بدست آوردن اینفیموم است و «پیوست» (join) که برای بدست آوردن سوپریموم است را داشته باشد که به این ترتیب تعریف شده‌اندو قانون توزیع (distributive law) یا همان پخشی را برای این دو عملگر رعایت کنند، آنگاه می‌توان مکمل‌سازی (complementation) را به عنوان یک ضد-اتومورفیسم (involutive anti-automorphism) تعریف کرد.
- (الف، ≤) یک ساختار منطقی محدود است و
- ¬¬ x = x، و
- x ≤ y → ¬ y ≤ ¬ x.

جبرهای دِمورگان حدود سال ۱۹۳۵ توسط گریگوره مویسیل معرفی شدند، هرچند در ابتدا بدون محدودیت داشتن ۰ و ۱ معرفی شده بودند. (۰ و ۱ در اینجا به کوچک‌ترین و بزرگ‌ترین عضو جبر اشاره دارند. در جبرهای دِمورگان امروزی، وجود ۰ و ۱ الزامی است، اما در ابتدا مویسیل این شرط را قرار نداده بود) بعدها، این جبرها در مدرسهٔ لهستانی (به عنوان مثال توسط راسیووا) با نام‌های مختلفی مانند «جبرهای شبه-بولی» و همچنین توسط جی.ای. کالمن «i-لاتیس توزیعی» نامیده شدند. (i-لاتیس مخفف «لاتیس با انعکاس» است. لاتیس یک ساختار جبری است که در آن هر دو عضو دارای کوچک‌ترین کران بالا و بزرگ‌ترین کران پایین هستند. انعکاس یا Involution یک نوع عملگر خاص در جبر است. در جبرهای دِمورگان، نقیض ¬ نقش انعکاس را بازی می‌کند). این جبرها همچنین در مدرسهٔ منطق جبری آرژانتینی توسط آنتونیو مونتیرو بیشتر مورد مطالعه قرار گرفتند.
جبرهای دِمورگان برای مطالعهٔ جنبه‌های ریاضی منطق فازی اهمیت دارند. جبر فازی استاندارد F = ([0, 1], max(x, y), min(x, y), 0, 1, 1 - x) یک مثال از جبر دِمورگان است که در آن قوانین قانون وسط حذف شده(¬x ∨ x = ۱) و عدم تناقض(¬x ∧ x = ۰) برقرار نیستند.
منطق فازی: منطقی است که با مقادیر درستی بین ۰ و ۱ سروکار دارد، برخلاف منطق کلاسیک که فقط مقادیر ۰ (نادرست) و ۱ (درست) را دارد.
مثال دیگر معناشناسی چهار ارزشی دان برای جبر دی مورگان است که دارای مقادیر T (rue), F (alse), B (oth) و N (either) است. که F معادل ۰، T معادل ۱، B معادل ∧ و N معادل ∨ است.
- F < B < T یعنی عطف دو گزاره ارزشی بین ۰ و ۱ دارد،
- F < N < T یعنی فصل دو گزاره ارزشی بین ۰ و ۱ دارد و
- B و N قابل مقایسه نیستند. [۱]

## جبر کلینی
اگر جبر دمورگان علاوه بر قوانین قبلی دارای قوانین مقابل باشد x ∧ ¬x ≤ y ∨ ¬y، به آن می‌گویند جبر کلینی.[۱][۲] (این مفهوم نباید با مفهوم دیگر کلینی در عبارات منظم اشتباه شود) این مفهوم همچنین به عنوان یک عادی i- ساختار نوشته توسط کالمن شناخته می‌شود.
مثال‌هایی از جبرهای کلینی (به معنایی که در بالا تعریف شد) عبارتند از: گروه‌های مرتب‌شده با لاتیس، جبرهای پُست و جبرهای ووکاشیه‌ویچ. [توضیح: این ساختارهای جبری، ویژگی‌های خاصی دارند که آنها را در دسته‌ی جبرهای کلینی قرار می‌دهد.  برای مثال، همه‌ی آنها دارای عملگرهایی هستند که مشابه «و»، «یا» و «نقیض» در منطق عمل می‌کنند و قوانین خاصی را برآورده می‌کنند.] جبرهای بولی نیز این تعریف از جبر کلین را برآورده می‌کنند. [توضیح: جبرهای بولی، جبرهای کلینی هستند که در آنها قانون وسط وسط حذف شده و قانون عدم تناقض برقرار است.] ساده‌ترین جبر کلین که بولی نیست، منطق سه‌مقداری کلین (K3) است. K3 برای اولین بار در مقالهٔ کلین با عنوان «دربارهٔ نمادگذاری برای اعداد ترتیبی» (۱۹۳۸) ظاهر شد. این جبر توسط بریگنول و مونتیرو به نام کلین نامگذاری شد.

## مفاهیم مرتبط
جبرهای دِمورگان تنها راه قابل قبول برای تعمیم جبرهای بولی نیستند. راه دیگر این است که ¬x ∧ x = ۰ (یعنی قانون عدم تناقض) را حفظ کنیم، اما قانون وسط حذف شده و قانون نقیض مضاعف را کنار بگذاریم. این رویکرد (که نیم-مکمل‌سازی نامیده می‌شود) حتی برای یک نیم-لاتیس (با عمل "و") نیز به‌خوبی تعریف شده است؛ اگر مجموعهٔ نیم-مکمل‌ها یک بزرگ‌ترین عضو داشته باشد، معمولاً شبه‌مکمل نامیده می‌شود. اگر شبه‌مکمل قانون وسط مستثنی را برآورده کند، جبر حاصل نیز بولی خواهد بود. با این حال، اگر فقط قانون ضعیف‌تر ¬x ∨ ¬¬x = ۱ مورد نیاز باشد، جبرهای استون حاصل می‌شوند. به‌طور کلی‌تر، هم جبرهای دِمورگان و هم جبرهای استون، زیرمجموعه‌های مناسبی از جبرهای اکهام هستند.

#### تعریف کوتاه برخی مفاهیم به کار رفته در مقاله
نیم-مکمل‌سازی:در این رویکرد، به‌جای اینکه نقیض یک عنصر، مکمل کامل آن باشد (مانند جبرهای بولی)، تنها یک «نیم-مکمل» برای آن در نظر گرفته می‌شود که قانون عدم تناقض را برآورده کند.
نیم-لاتیس: یک ساختار جبری با یک عمل دوتایی (معمولاً "و") که شرکت‌پذیر و جابه‌جایی است.
شبه‌مکمل: بزرگ‌ترین نیم-مکمل یک عنصر.
قانون نقیض مضاعف: این قانون بیان می‌کند که ¬¬p معادل p است.
جبرهای استون: نوعی جبر که قانون عدم تناقض و قانون ضعیف‌تر ¬x ∨ ¬¬x = ۱ را برآورده می‌کند.
جبرهای اکهام: نوعی جبر کلی‌تر که جبرهای دِمورگان و استون زیرمجموعه‌هایی از آن هستند.

## همچنین بخوانید
- Balbes, Raymond; Dwinger, Philip (1975). "Chapter IX. De Morgan Algebras and Lukasiewicz Algebras". Distributive lattices. University of Missouri Press. ISBN 978-0-8262-0163-8.
- Birkhoff, G. (1936). "Reviews: Moisil Gr. C.. Recherches sur l'algèbre de la logique. Annales scientifiques de l'Université de Jassy, vol. 22 (1936), pp.  1–118". The Journal of Symbolic Logic. 1 (2): 63. doi:10.2307/2268551. JSTOR 2268551.
- Batyrshin, I.Z. (1990). "On fuzzinesstic measures of entropy on Kleene algebras". Fuzzy Sets and Systems. 34 (1): 47–60. doi:10.1016/0165-0114(90)90126-Q.
- Kalman, J. A. (1958). "Lattices with involution" (PDF). Transactions of the American Mathematical Society. 87 (2): 485–491. doi:10.1090/S0002-9947-1958-0095135-X. JSTOR 1993112.
- Pagliani, Piero; Chakraborty, Mihir (2008). A Geometry of Approximation: Rough Set Theory: Logic, Algebra and Topology of Conceptual Patterns. Springer Science & Business Media. Part II. Chapter 6. Basic Logico-Algebraic Structures, pp. 193-210. ISBN 978-1-4020-8622-9.
- Cattaneo, G.; Ciucci, D. (2009). "Lattices with Interior and Closure Operators and Abstract Approximation Spaces". Transactions on Rough Sets X. Lecture Notes in Computer Science 67–116. Vol. 5656. pp. 67–116. doi:10.1007/978-3-642-03281-3_3. ISBN 978-3-642-03280-6.
- Gehrke, M.; Walker, C.; Walker, E. (2003). "Fuzzy Logics Arising From Strict De Morgan Systems".  In Rodabaugh, S. E.; Klement, E. P. (eds.). Topological and Algebraic Structures in Fuzzy Sets: A Handbook of Recent Developments in the Mathematics of Fuzzy Sets. Springer. ISBN 978-1-4020-1515-1.
- Dalla Chiara, Maria Luisa; Giuntini, Roberto; Greechie, Richard (2004). Reasoning in Quantum Theory: Sharp and Unsharp Quantum Logics. Springer. ISBN 978-1-4020-1978-4.